# Modgift
Modgift (medicinsk term: antidot) er stoffer, der modvirker andre stoffers giftvirkning.
Et eksempel er naloxon der bruges til overdosis af opioider.
| Farmakologi | Spire Denne artikel om farmakologi er en spire som bør udbygges. Du er velkommen til at hjælpe Wikipedia ved at udvide den. |